# Energia ed equità
Energia ed equità (o Elogio della bicicletta) è un saggio di Ivan Illich del 1973, tradotto in lingua italiana da Ettore Capriolo.
Come si calcola il benessere di una società? Secondo l'autore ci sono tre indirizzi possibili:
- Il benessere come forte consumo energetico pro-capite.
- Il benessere come elevata efficienza nella trasformazione dell'energia.
- Il benessere come il minor uso possibile di energia meccanica.

Di queste la limitazione ecologia è l'unica che dà una possibilità di futuro per la nostra società, basata sul concetto che l'equità e l'energia non possono crescere parallelamente all'infinito, ma hanno una certa soglia limite.
L'unica potenza non inquinante è quella metabolica-muscolare, ovvero quella prodotta dal lavoro dell'uomo attraverso il suo naturale metabolismo. Ma scegliere un'economia a contenuto minimo non piace a nessuno. Non piace al povero perché gli preclude le attese fantastiche della industrializzazione, e non piace al ricco perché lo obbliga a riconoscere la sua passività.
La crisi energetica va combattuta attraverso una contro-ricerca in tre fasi: riconoscere la necessità di porre dei limiti; individuare la soglia di crisi; riconoscere le iniquità.
Il trasporto è uno degli strumenti cui occorre porre dei limiti al più presto. I mezzi di trasporto consumano energia per essere prodotti, consumano energia per essere utilizzati, consumo spazio per muoversi e per essere lasciati in sosta. È facile capire che occorre porre dei limiti ai trasporti.
Illich individua la soglia limite di equità con 25 km/h. Al di là di questa soglia aumenta la penuria sia di tempo che di spazio. La velocità limite è quindi quella di una bicicletta che si muove con la potenza metabolica di un uomo.
Il traffico è un prodotto dell'industria. Si compone di due fattori: il transito e il trasporto. Il transito sfrutta la componente metabolica dell'energia, mentre il trasporto quella meccanica. Oggi la società è dipendente dal trasporto, e questo comporta la produzione di iniquità. Infatti il transito pone tutti gli individui sullo stesso piano. Mentre il trasporto pone in una situazione di vantaggio chi ha una maggiore velocità. Appena la velocità supera la soglia limite si crea iniquità.
All'iniquità va aggiunto il mito del guadagno di tempo. Con l'aumento della velocità non si guadagna tempo, ma lo si perde. Perché delle 16 ore passate svegli se ne trascorrono in media il 25% nel trasporto per andare al lavoro (e guadagnare i soldi per un nuovo mezzo di trasporto!).
Il prodotto del trasporto è il passeggero abituale, che è completamente integrato nel sistema dell'industria del trasporto. Non sa più affrontare le distanze da solo, e senza mezzi meccanici si sente perso.
Le conseguenze sono anche da ritrovarsi nel concetti di tempo e denaro. Il tempo, con l'aumentare della velocità è cominciato a scarseggiare.
Questa corsa alla velocità depreda coloro che rimangono indietro e porta all'insoddisfazione coloro che vanno veloci. Anche i mezzi pubblici, seppur più virtuosi di quelli privati, rientrano in questo circolo vizioso. Le nazioni sono tanto avanzate quanto più hanno mezzi pubblici veloci ed estesi per tutto il paese. Il problema risiede nel fatto che esiste un vero e proprio monopolio radicale dei trasporti che soppianta il transito. Il consumo di trasporto è obbligato.
Quale potrebbe essere l'utopia? Quella di un mondo in cui i soli mezzi di trasporto siano le proprie gambe, le biciclette o i mezzi pubblici.
Il trasporto auto-alimentato ha visto una svolta fondamentale con l'invenzione del cuscinetto a sfere. Questa invenzione unita a quella della ruota del Neolitico ha prodotto un efficientissimo mezzo di trasporto: la bicicletta. L'uomo senza l'aiuto di alcuno strumento consuma 0,75 calorie per il transito di un grammo del proprio corpo per 10 minuti. Con la bicicletta ne consuma solo 0,15. La bicicletta ha ampliato di 4 volte il raggio d'azione dell'uomo senza però renderlo schiavo né del denaro né del traffico. La bicicletta infatti sfrutta l'energia metabolica, l'unica socialmente ottimale. Illich afferma che un paese si può definire sotto-attrezzato se non può dotare ogni suo cittadino di una bicicletta, così come si può definire sovra-industrializzato se la sua velocità sociale è maggiore di quella della bicicletta.
Per arrivare alla maturità tecnologica occorrono due strade: quelle della liberazione dalla carenza e dall'opulenza. In entrambe l'uomo deve fuggire dall'idea che il centro del mondo sia proprio lì dove egli sta. Il costruito attorno a te è una pubblicità, un inganno. Un ritorno alla velocità della bicicletta distruggerebbe il nepotismo e i privilegi, perché l'uomo sarebbe padrone delle proprie possibilità. Il punto cruciale risiede nel prendere questa decisione.

## Edizioni in italiano
- Ivan Illich, Energia, velocità e giustizia sociale, 1974, Feltrinelli
- Ivan Illich, Energia ed equità, in Per una storia dei bisogni, traduzione di Ettore Capriolo, Milano, Mondadori, 1981, ISBN non esistente.
- Ivan Illich, Elogio della bicicletta, traduzione di Ettore Capriolo, Torino, Bollati Boringhieri, 2006,  p. 95, ISBN 88-339-1712-6.Elogio della bicicletta